# جيان روبن (عالم نبات)
جيان روبن (بالفرنسية: Jean Robin)‏ (و. 1550 – 1629 م) هو عالم نبات، وصيدلي فرنسي، ولد في باريس، توفي في باريس، عن عمر يناهز 79 عاماً.